# Michel Thiollière
Michel Thiollière (ur. 10 kwietnia 1955 w Saint-Étienne) − francuski polityk, burmistrz miasta Saint-Étienne w latach 1994-2008, jeden z finalistów światowych wyborów "World Mayor" w 2006, honorowy obywatel miasta Katowice, pisarz.
Jest członkiem francuskiej Partii Radykalnej. Jako inicjator współpracy partnerskiej między Saint-Étienne a Katowicami decyzją Rady Miasta Katowice został wyróżniony honorowym obywatelstwem miasta Katowice.

## Publikacje
- John le Shetlandais (powieść), 1993
- Frères d’armes (powieść), 1999
- Le Scribe, nouvelles d’Égypte (opowiadania), 2002
- Quelle ville voulons-nous? (esej), 2007